# Fossa delle Marianne

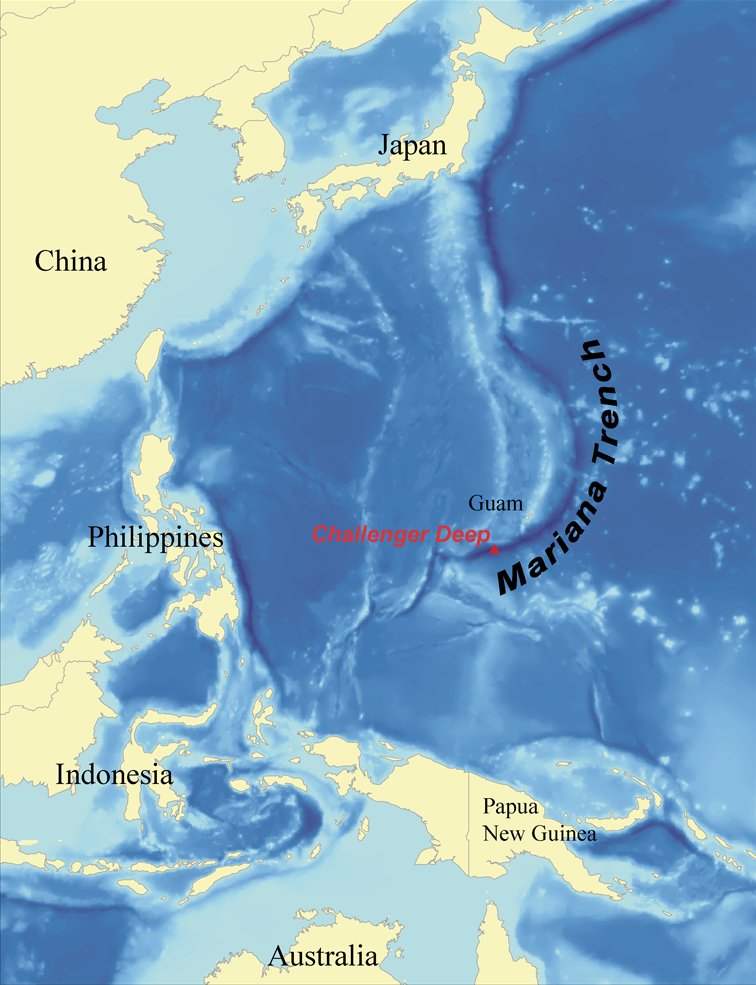
Localizzazione della fossa delle Marianne

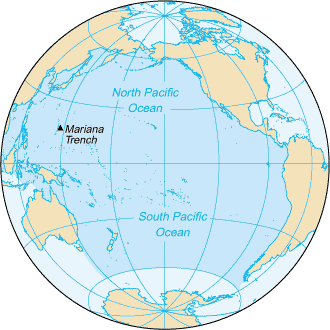
La fossa delle Marianne sulla mappa dell'Oceano Pacifico

La fossa delle Marianne (in inglese Mariana Trench) è una depressione dell'Oceano Pacifico nord-occidentale al largo delle isole Marianne a sud-est del Giappone, a est delle Filippine e a nord della Nuova Guinea.
In essa si trova l'abisso Challenger, la cui estremità inferiore, con i suoi −10994 m s.l.m., è punto più profondo della fossa stessa e, in assoluto, della superficie terrestre.
La fossa, il cui andamento descrive un leggero arco lungo circa 2500 km, si trova in una zona di subduzione generata dallo slittamento della placca del Pacifico che si insinua sotto quella delle Filippine; i contorni della fossa sono caratterizzati dalla presenza di diversi vulcani sottomarini.
Oggetto di esplorazione e di rilevazioni batimetriche fin dalla fine del XIX secolo, fu misurata con relativa accuratezza via sonar a metà XX secolo; la rilevazione più recente della sua profondità, con una precisione di circa 40 m, risale al 2011.

## Le rilevazioni

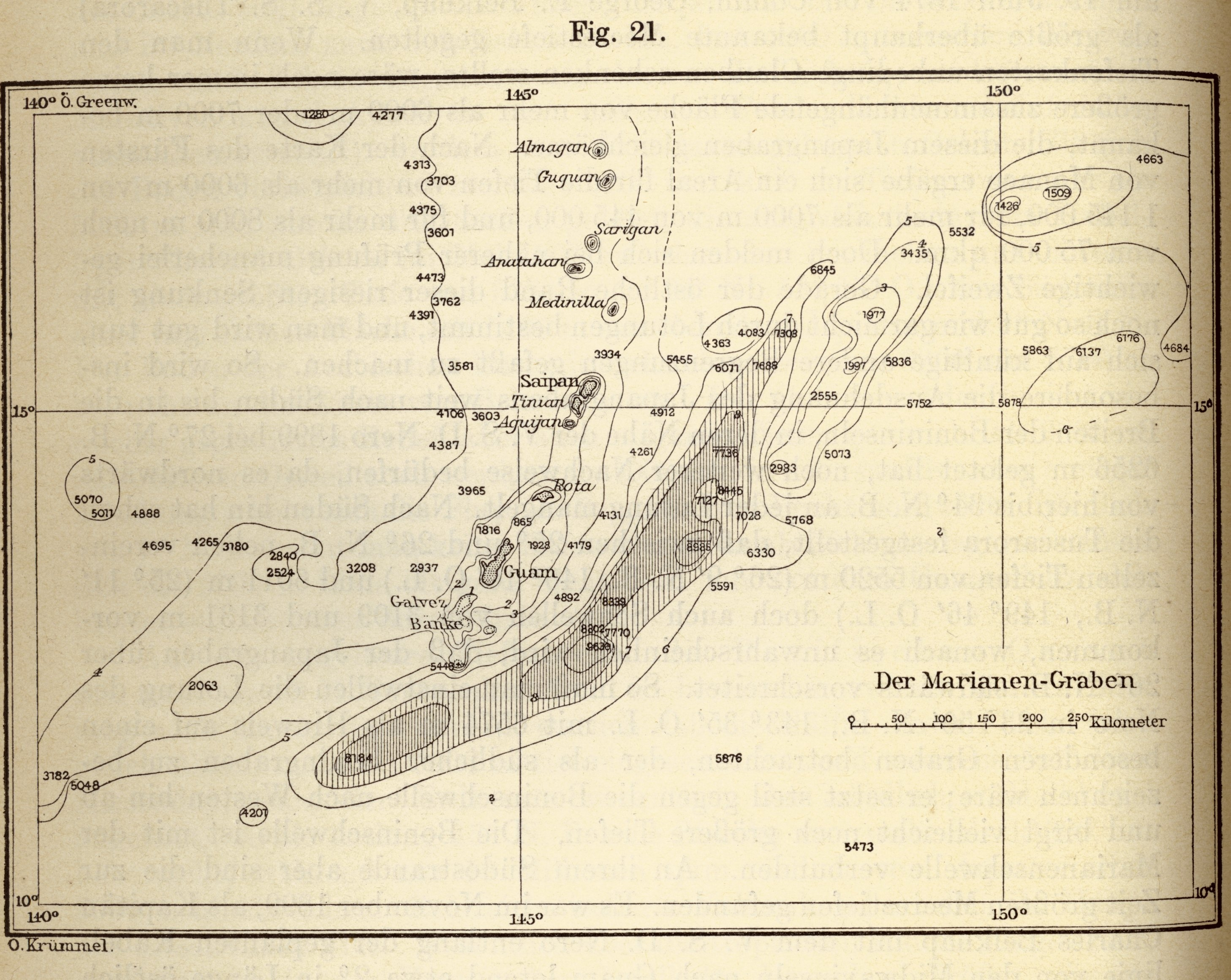
Nel 1907 Otto Krummel, in "Handbuch der Ozeanographie", pubblica la prima mappa riportante la profondità della depressione rilevata dalla spedizione Challenger e dalla carboniera Nero

I primi rilievi della profondità di questa zona dell'Oceano Pacifico furono effettuati dalla spedizione Challenger che tra il dicembre 1872 e il maggio 1876 compì quella che è considerata la prima spedizione oceanografica, circumnavigando il globo per 68 890 miglia. Le misurazioni effettuate dalla corvetta Challenger nella zona scoprirono l'esistenza della depressione, rilevando una profondità massima di 4 475 braccia, equivalenti a 8 184 m.
Nel 1899 la carboniera statunitense Nero, incaricata di effettuare rilievi idrografici, riportò una profondità massima di 9 636 m (5 269 braccia).
Nel 1951 la nave Challenger II della Royal Navy esplorò per la prima volta la zona utilizzando un sonar, scoprendo a 11°19′N 142°15′E la depressione profonda 10 900 m, in seguito battezzata "Abisso Challenger" in nome della nave che scoprì la sua effettiva profondità. Il rilevamento venne eseguito misurando con un cronometro il ritorno del segnale al ricevitore e, dato che tale misura era effettuata a mano, fu necessario applicare una correzione di circa 40 m, cosicché la profondità venne rettificata a 10 863 m.
Nel 1957 la nave sovietica Vitjaz misurò una profondità di 11 034 m. Tuttavia, dato che successive spedizioni dell'epoca non avevano potuto ripetere tale misura, essa non venne considerata precisa. Nel 1962 la M.V. Spencer F. Baird registrò la più grande profondità dell'epoca, pari a 10 915 m.
Nel 1984 la nave giapponese Takuyo, altamente specializzata, misurò con il sonar multi-direzionale di cui era dotata una profondità massima di 10 924 m. Il 24 marzo 1995, undici anni dopo, la Kaiko, un'altra sonda nipponica, ottenne una nuova misura record di 10 916 m.
Nel 2009 fu effettuata una misura mediante il robot Nereus, che rilevò 10 902 m.
L'ultima misura è stata effettuata il 7 dicembre 2011 mediante mappatura del fondo marino con un sonar scientifico ("echosounder") posto su una nave idrografica; secondo gli autori della ricerca, il punto più profondo (abisso Challenger), si trova a 10994±40 m sotto il livello del mare. Tra l'altro questa misura sarebbe compatibile con quella effettuata dalla nave sovietica Vitjaz (Abisso Vitjaz' I) nel 1957.

### L'immersione del batiscafoTrieste

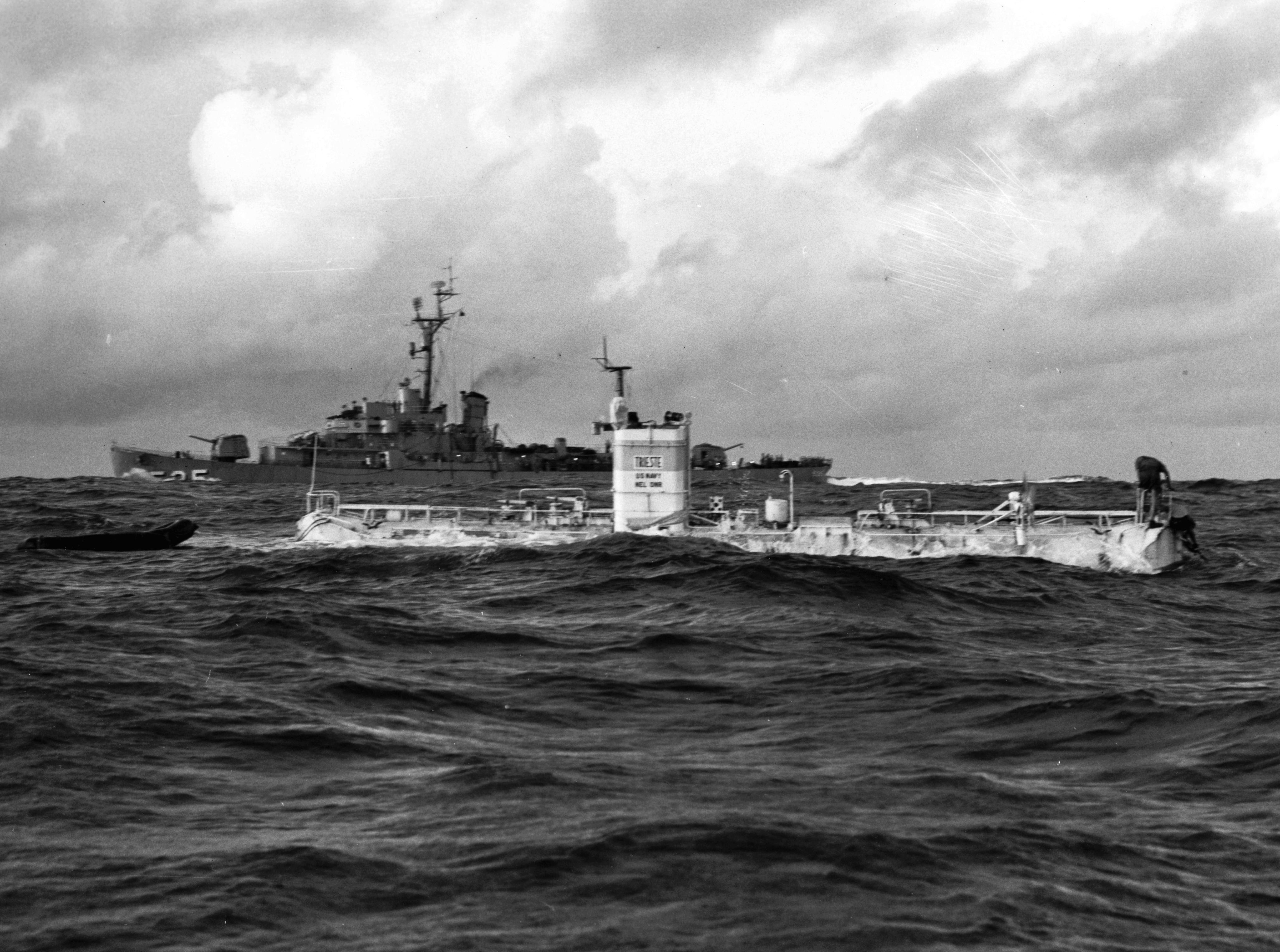
23 gennaio 1960: il batiscafo Trieste poco prima dell'immersione

In un'immersione senza precedenti il batiscafo della U.S. Navy Trieste, di progettazione svizzera e produzione italiana, raggiunse la profondità della fossa il 23 gennaio 1960 alle 13:06. Sul batiscafo erano presenti il tenente di vascello Don Walsh e Jacques Piccard. Come zavorra vennero usati pellet di ferro, mentre per favorire il galleggiamento fu usata benzina, più leggera dell'acqua. Il riempimento con benzina aveva anche lo scopo di rendere lo scafo incomprimibile. Gli strumenti di bordo individuarono una profondità di 11 521 m, più tardi rettificati a 10 916 m. Sul fondo della fossa Walsh e Piccard furono sorpresi di trovare delle particolari specie di sogliole o platesse, lunghe circa 30 cm, e anche dei gamberetti. Secondo Piccard, «il fondo appariva luminoso e chiaro, un deserto che faceva trapelare diverse forme di diatomee».

### L'immersione del Deepsea Challenger
Nel 2012 è stata organizzata una nuova immersione con il sommergibile Deepsea Challenger, costruito da un'équipe australiana con la collaborazione dello Scripps Institution of Oceanography, del Jet Propulsion Laboratory e della Università delle Hawaii, con il compito di raccogliere campioni e filmare l'ambiente circostante.
Dopo un'immersione di prova effettuata il 7 marzo 2012 nella New Britain Trench (Isole Salomone) a oltre 8 000 metri di profondità, il regista James Cameron il 26 marzo 2012 si è immerso raggiungendo con successo il fondo della fossa (−10916 m). Cameron è così diventato il terzo uomo nella storia a compiere l'impresa, il primo in solitaria.
Nel maggio 2019 Victor Vescovo, miliardario texano con la passione per l'esplorazione, è disceso a bordo di un batiscafo nell'abisso Challenger, toccando il fondo alla profondità di 10924 m.

## Abisso Challenger
La depressione deve il suo nome al battello oceanografico HMS Challenger (1858) che durante la spedizione negli anni 1872-1876 fece le prime misurazioni della sua profondità. È il punto più profondo della superficie terrestre, situato ad una profondità compresa tra i 10898 m e i 10 994 m sotto il livello del mare. Si trova nell'Oceano Pacifico, in prossimità delle isole Marianne all'estremità sud della fossa delle Marianne (11°22′N 142°36′E). La pressione sul fondale della fossa raggiunge le 1090 atmosfere, in base ai calcoli effettuati considerando la densità dell'acqua di mare, cioè 1090 volte superiore a quella che subiamo sulla superficie terrestre a livello del mare. La terra emersa più vicina è l'isola di Fais, una delle isole dello Stato di Yap, situata 289 km a sud-ovest e l'isola di Guam a 306 km a nord-est.
Secondo l'edizione del 2011 del gazzettino GEBCO (GEBCO Gazetteer of Undersea Feature Names) la posizione e profondità del Challenger Deep sono rispettivamente 11°22′24″N 142°35′30″E e 10920±10 m.

### Discese
Solo cinque discese sono state compiute. Oltre la discesa del batiscafo Trieste e del Deepsea Challenger, ci sono state altre discese di veicoli robotizzati, privi di equipaggio e comandati a distanza dagli scafi Kaikō nel 1995 e Nereus nel 2009.
Il 7 giugno 2020 Kathryn Sullivan, astronauta e prima donna della NASA a fare una camminata spaziale, prese parte alla spedizione dell'esploratore Victor Vescovo, diventando anche la prima donna a scendere nel punto più profondo degli oceani.